# Fakúszó békaformák
A fakúszó békaformák (Dendrobatinae) a kétéltűek (Amphibia) osztályába sorolt a békák (Anura) rendjében az Aromobatidae család egyik alcsaládja.

## Származásuk, elterjedésük
Fajai Nicaraguától délre, Dél-Amerikának az Andoktól keletre fekvő területein honosak az Amazonas-medencéig.

## Rendszertani felosztásuk
Az alcsaládba tartozó nemek:
- Adelphobates Grant, Frost, Caldwell, Gagliardo, Haddad, Kok, Means, Noonan, Schargel & Wheeler, 2006
- Andinobates Twomey, Brown, Amézquita & Mejía-Vargas, 2011
- fakúszó béka Dendrobates Wagler, 1830
- Excidobates Twomey & Brown, 2008
- Minyobates Myers, 1987
- Oophaga Bauer, 1994
- Phyllobates Bibron, 1840
- Ranitomeya Bauer, 1986

Incertae sedis:
- "Colostethus" ruthveni Kaplan, 1997